# Ulrich Beetz
Ulrich Beetz (* 1948) ist ein deutscher Violinist und Hochschullehrer.

## Leben und Wirken
Beetz studierte bei Franzjosef Maier an der Musikhochschule Köln sowie bei Wolfgang Schneiderhan an der Musikhochschule Luzern und legte das Konzertexamen bei Werner Heutling an der Musikhochschule Hannover ab. Von 1976 bis 1996 folgte ein Engagement als Konzertmeister des SWR Sinfonieorchesters Baden-Baden.
Darüber hinaus wirkte Beetz als Kammermusiker. So war er von 1970 bis 1985 Mitglied im Collegium Aureum. Ab 1976 war er über 40 Jahre lang Violinist des Abegg Trio (mit dem Pianisten Gerrit Zitterbart und der Cellistin Birgit Erichson) bis zu dessen Auflösung im Jahr 2017. Mit diesen Ensembles erfolgten zahlreiche Konzertreisen, Tourneen sowie Hörfunk-, CD- und Schallplattenproduktionen. Mit dem Abegg Trio erhielt er fünf Mal den Preis der deutschen Schallplattenkritik.
Beetz lehrte von 1995 bis 2013 als Professor für Kammermusik an der Hochschule für Musik Franz Liszt Weimar. In Weimar war er zudem Mitglied der Weimarer Solisten. Seit 2013 hat er eine Seniorprofessur an der Musikhochschule Münster inne. Er wirkte als Juror bei internationalen Wettbewerben und war von 1996 bis 2013 Vorsitzender des Internationalen Kammermusikwettbewerbs Joseph Joachim in Weimar.
Beetz ist mit der Cellistin und Hochschullehrerin Birgit Erichson verheiratet. Er spielt auf einem Instrument des Geigenbauers Nicolas Lupot aus dem Jahr 1821.

## Sammlung historischer Hammerflügel
Ulrich Beetz sammelt gemeinsam mit seiner Ehefrau historische Hammerflügel, die für einige Jahre im Schlossmuseum Weimar aufgestellt waren. Die derzeit (Stand 2023) aus 15 Instrumenten aus den Jahren von 1785 bis 1871 bestehende Sammlung befindet sich seit 2014 als Leihgabe im Kammermusiksaal der Musikhochschule Münster, wo die Instrumente Studierenden und Lehrenden für das Studium und für Konzerte zur Verfügung stehen.

## Diskografie
→ siehe: Diskografie Abegg Trio